# Breathless (álbum de Shayne Ward)
Breathless (en español: Sin aliento) es el segundo disco del ganador de Factor X Reino Unido, Shayne Ward, lanzado el 26 de noviembre de 2007. Contó con los productores Rami Yacoub, Arnthor Birgisson y Ryan Tedder. Ward calificó el álbum como "funky, sexy y diferente"

## Track listing
1. "No U Hang Up"
2. "Breathless"
3. "If That's OK with You"
4. "Damaged"
5. "Stand by Your Side"
6. "Until You"
7. "Some Tears Never Dry"
8. "Melt the Snow"
9. "Tangled Up"
10. "Just Be Good To Me"
11. "U Got Me So"
12. "You Make Me Wish"
13. "Tell Him"

## Edición japonesa
1. "No U Hang Up"
2. "Breathless"
3. "If That's OK with You"
4. "Damaged"
5. "Stand by Your Side"
6. "Until You"
7. "Some Tears Never Dry"
8. "Melt the Snow"
9. "Tangled Up"
10. "Just Be Good To Me"
11. "U Got Me So"
12. "You Make Me Wish"
13. "Tell Him"
14. "Gonna Be Alright"
15. "Breathless"(Video)
16. "If That's OK With You" (Video)

## Edición asiática
1. "No U Hang Up"
2. "Breathless"
3. "If That's OK with You"
4. "Damaged"
5. "Stand by Your Side"
6. "Until You"
7. "Some Tears Never Dry"
8. "Melt the Snow"
9. "Tangled Up"
10. "Just Be Good To Me"
11. "U Got Me So"
12. "You Make Me Wish"
13. "Tell Him"
14. "That's My Goal"

## Breathless - DVD
1. Breathless - El DVD (Entrevista)"
2. "That's My Goal" (Video)
3. "No Promises" (Video)
4. "Stand By Me" (Video)
5. "If That's OK with You" (Video)
6. "No U Hang Up" (Video)

## Ventas
El 2 de diciembre de 2007, el álbum fue número uno en las listas de Irlanda, desbancando a Leona Lewis del primer puesto. El álbum debutó en el número dos de UK Albums Chart, vendiendo 95,801 copias en la primera semana en el mercado.

## Breathless Tour
En mayo de 2008, Ward hizo una gira por Reino Unido, visitó ciudades como Londres, Sheffield, Aberdeen y Mánchester.

## Puestos y certificaciones
| Posiciones (2007)       | Posición más alta | Certificación | Ventas   |
| ----------------------- | ----------------- | ------------- | -------- |
| Irish Albums Chart      | 1                 | Platino (x5)  | 80 000+  |
| European Top 100 Albums | 12                | -             | -        |
| UK Albums Chart         | 2                 | Platino       | 400 000+ |

- Datos: Q2715588